# اشپیتز ژاپنی
اشپیتز ژاپنی (به انگلیسی: Japanese Spitz)، نام یکی از نژادهای سگ با جثه متوسط متعلق به خانواده اشپیتزها است که خاستگاه آن به ژاپن بازمی‌گردد.
برخی از اشپیتزهای ژاپنی به دلیل شباهت ظاهری با نژاد پامرانین اشتباه گرفته می شوند. این نژاد جثه بزرگتری از سگ پامرانین دارد و پوشش بدن آن فقط به رنگ سفید دیده می شود

## تاریخچه
به نظرمی رسد که نژاد اشپیتز نشأت گرفته از نژاد بزرگ ساموید می‌باشد. این نژاد بالای ۱۰۰ سال است که در آلمان بعنوان همراه و دوست انسانها شناخته شده‌است. نوع مینیاتور آن اولین بار از منطقه پومرانی به انگلستان وارد شد اما توجه داشته باشید که مینیاتور اشپیتز از نژاد پامرانین متفاوت می‌باشد.

## ویژگی های ظاهری
سگ اشپیتز ژاپنی جثه ای کوچک (طول حدود 35سانتی متر) به همراه بدنی مربع شکل و سینه ای عمیق(به انگلیسی: deep chest) دارد.
پوشش بدن این نژاد بسیار ضخیم بوده و فقط به رنگ سفید دیده می‌شود.پوشش بدن سگ اشپیتز ژاپنی 2 لایه بوده و از دو بخش پوشش بیرونی و زیرین تشکیل شده است.موهای بدن این نژاد در اطراف سر بلندتر هستند.
پوزه سگ اشپیتز ژاپنی کشیده بوده و گوش هایی کوچک، مثلثی شکل و افراشته دارد.
دم بلند و پوشیده از موهای بلند است و مانند بقیه اشپیتزها به صورت خمیده روی پشت سگ قرار میگیرد.

## خلق و خو
شاد، با هوش، با نشاط و سر زنده است. به نظرمی رسد که همیشه در حال خندیدن است. عاشق پریدن و ایستادن روی پاهای عقبی اش است خصوصاً در مواقعی که قصد گرفتن چیزی را دارد. اشپیتز نیاز به توجه صاحبش دارد و علاقه دارد که صاحبش را خوشحال کند. اما به هر حال این سگ به خوبی می‌داند که چه می‌خواهد و چگونه می‌تواند آنرا بدست آورد. معمولاً به غریبه‌ها، سگهای دیگر و حیوانات پارس می‌کند. اشپیتز نر از سگهای هم جنس خود خوشش نمی‌آید. برای جلوگیری از پارس کردنش باید او را از سنین پایین منع کرد و این کار را با جدیت تمام انجام دهید. اشپیتز باید بیاموزد که رئیس شمایید وگرنه از دستورها شما اطاعت نخواهد کرد. توجه زیاد بچه‌ها می‌تواند او را عصبی کند و اصولاً این نژاد رابطه بهتری با بزرگترها دارد. این نژاد با نمک و باهوش است اما به سادگی تعلیم پذیر نیست. توجه داشته باشید که در هنگام خرید از انتخاب سگ ترسو و عصبی خودداری کنید.

## مشکلات سلامتی
سگ اشپیتز ژاپنی به صورت کلی نژادی سالم می باشد.
مهم ترین مشکل سلامتی در این نژاد دررفتگی کشکک زانو (به انگلیسی: Patella luxation)است

## شرایط نگهداری
سگهای مناسبی برای زندگی آپارتمانی هستند. در داخل خانه فعالند و یک حیاط کوچک می‌تواند مکان مناسبی برای آنها باشد.

## فعالیت بدنی
نیاز این نژاد به فعالیت فیزیکی نسبتا بالاست و نیاز دارد به صورت منظم با انجام فعالیت های فیزیکی مثل رفتن به پیاده روی تخلیه انرژی شود
این نژاد همان قدر که به پیاده‌روی‌های طولانی با صاحبش علاقه دارد، به جمع شدن و لمیدن کنار آتش نیز علاقه‌مند است.

## طول عمر
نوع غول پیکر: ۱۲–۱۳ سال
نوع استاندارد: ۱۳–۱۵ سال
نوع مینیاتور: ۱۴–۱۵ سال

## آراستن
پوشش بدن سگ اشپیتز به صورت دولایه است. برای جلوگیری از موریزی زیاد، 
به شانه زدن منظم نیاز دارد تا موها به حالت نمدی در نیاید. بعضی از اشپیتزها به شانه زدن علاقه ندارند و شما باید از سنین پایین آنها را به این کار عادت دهید. ریزش مو در این نژاد متوسطتازیاد می‌باشد.